# 巴黎洛皮塔勒
巴黎洛皮塔勒（法語：Paris-l'Hôpital，法語發音：[paʁi lopital]）是法国索恩-卢瓦尔省的一个市镇，属于索恩河畔沙隆区。

## 地理
巴黎洛皮塔勒（46°54'52"N, 4°38'7"E）面积2.74 平方千米，位于法国勃艮第-弗朗什-孔泰大區索恩-卢瓦尔省，该省份为法国中部省份，北起顺时针与科多尔省、汝拉省、安省、罗讷省、卢瓦尔省、阿列省和涅夫勒省接壤。
与巴黎洛皮塔勒接壤的市镇（或旧市镇、城区）包括：尚日、克雷奥、德济兹莱马朗日、圣塞尔南迪普兰、桑皮尼莱马朗日。

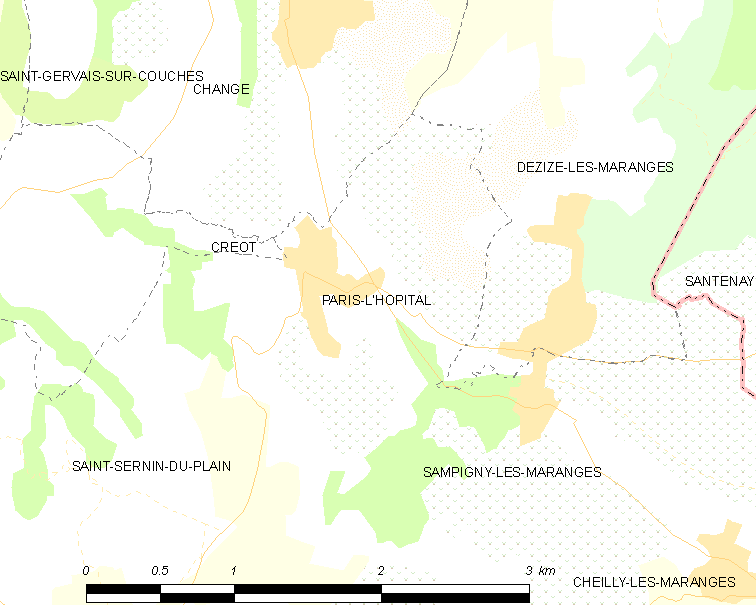
巴黎洛皮塔勒的OSM定位图

巴黎洛皮塔勒的时区为UTC+01:00、UTC+02:00（夏令时）。

## 行政
巴黎洛皮塔勒的邮政编码为71150，INSEE市镇编码为71343。

## 政治
巴黎洛皮塔勒所属的省级选区为沙尼县。

## 人口

1962-2008年间巴黎洛皮塔勒人口变化图示

巴黎洛皮塔勒于2022年1月1日时的人口数量为287人。